# Gustav Paul Closs
Gustav Paul Closs (Stoccarda, 1840 – Prien am Chiemsee, 1870) è stato un pittore tedesco paesaggista.

## Biografia
Closs nacque a Stoccarda nel 1840 e qui ricevette la sua prima istruzione ala Scuola d'Arte sotto Funk. In seguito, studiò anche a Roma, Napoli, Monaco, Parigi e in altri luoghi. 
Effettuò anche numerosi viaggi d'istruzione, in particolare a Chiem-See in Baviera, ai confini della quale morì nel 1870 presso Prien. 

## Opera
Produsse una serie di vedute italiane e pubblicò anche Illustrazioni per l'Oberon di Wieland, un magnifico volume intitolato Verità e finzione, e Uhland e la sua casa a Tubinga, le cui tavole mostrano l'influenza di Doré.
I suoi dipinti includevano: 
- The Villa of Hadrian.
- Road near Sorrento.
- The Campagna near Borne.
- Evening in the Villa Pamfili.
- Cypresses in Tivoli.
- Christmas Eve.
- The Lonely Inn.
- Autumn Night in the Park.